# Sigrid Leijonhufvud
Sigrid Amalia Leijonhufvud, född 5 juli 1862 i Stockholm, död 14 november 1937 i Stockholm, var en svensk författare, feminist och historiker med speciellt intresse för kvinnohistoria. Hon var dotter till Axel Leijonhufvud och syster till Gösta Leijonhufvud.

## Biografi
Fadern motsatte sig att Leijonhufvud skulle studera, så i stället finansierade hennes faster Sophie Adlersparre (pseud. Esselde) studierna. Hon skrevs in vid Uppsala universitet 29 maj 1885 och avlade filosofie kandidatexamen där 1888. Leijonhufvud undervisade 1892–1909 vid Åhlinska flickskolan i Stockholm. 1896 avslutade hon fasterns arbete med delarna 1–2 av Fredrika Bremers biografi. Hon blev på Åhlinska skolan god vän med Ellen Fries, och efter dennas död år 1900 fortsatte Leijonhufvud ett av Fries påbörjat arbete om adelns historia. Från 1901 hade hon hand om Vitterhetsakademiens bibliotek.
1908 gav hon ut boken Agneta Horns lefverne efter Fries efterlämnade manuskript. 1910 kom boken Ernst Ahlgren och Esselde, en brefväxling om fastern Sophies korrespondens med författarinnan Victoria Benedictsson (pseud. Ernst Ahlgren).
Leijonhufvud var styrelsesuppleant i Fredrika-Bremer-förbundet 1896–1914 och ingick flera år i den inre kretsen av Sällskapet Nya Idun. 1918 blev hon ledamot av Samfundet de nio, 1922 fick hon Litteris et Artibus och 1937 blev hon utnämnd till hedersdoktor vid Lunds universitet. Sigrid Leijonhufvud är begraven på Norra begravningsplatsen utanför Stockholm.

## Tryckta skrifter (urval)
Fullständig förteckning, se: Sten S. Leijonhufvud, Sigrid Leijonhufvuds skrifter Bibliografisk översikt (Svensk litteraturtidskrift 8 (1945), bilaga, 45 s.
- Kvinnan inom svenska litteraturen intill år 1893 : en bibliografi / utarb. med anled. af världsutställningen i Chicago af Sigrid Leijonhufvud och Sigrid Brithelli. Stockholm: Norstedts. 1893. Libris 440412 Göteborgs universitetsbibliotek och Projekt Runeberg.
  -  Faksimilupplaga. Suecica rediviva, 99-0117564-X ; 64. Stockholm: Rediviva. 1978[1893]. Libris 7605895. ISBN 91-7120-102-5
- Fredrika Bremer / biografisk studie af S. L-D Adlersparre och Sigrid Leijonhufvud. Stockholm: Norstedt. 1896. Libris 82017
- Svenskt porträttgalleri. 15, Författare / [med bio- och bibliografiska uppgifter af Sigrid Leijonhufvud]. Stockholm: Tullberg. 1900. Libris 384705
- Ur svenska herrgårdsarkiv : bild er från karolinska tiden och frihetstiden. Stockholm: Norstedt. 1902. Libris 23558
- Anna Maria Lenngren. Föreningen Heimdals folkskrifter, 99-1250994-3 ; 82. Stockholm: Norstedt. 1904. Libris 1555420
- Sophie Leijonhufvud-Adlersparre : ett minnesblad / utg. af Fredrika-Bremer-förbundet. Stockholm. 1905. Libris 2769046 - Medförfattare: Rosalie Olivecrona och Ellen Anckarsvärd.
- Gustaf Hesselius d.ä. : en bortglömd svensk konstnär. Stockholm. 1906. Libris 2769040
- Karolinska minnen i Malung. Stockholm. 1906. Libris 2838211
- En Tessinsk fabelsamling : med 16 bilder. Stockholm. 1906. Libris 2769043
- Karolinska minnen [om Olof Grönberg] i Malung. Stockholm. 1907. Libris 2769042
- Några grafvar i Jukkasjärvi kyrka. Stockholm. 1909. Libris 2769045
- För tvåhundra år sen : (episod ur ett större arbete)  : med 3 bilder. Stockholm. 1910. Libris 2769038
- Erik Sparre och Stina Lillie : skildring efter bref från karolinska tiden. Stockholm: Norstedt. 1911. Libris 128387
- Kantat utförd vid mottagningsfesten å Grand Hôtel Royal måndagen den 12 juni 1911  / ord av Sigrid Leijonhufvud ; musik av Elfrida Andrée. 6 :te Världskongressen för kvinnans politiska rösträtt, Stockholm. Stockholm. 1911. Libris 2769041
- Omkring Carl Gustaf Tessin. 1-2. Stockholm: Norstedt. 1917-1918. Libris 41900
- Carl Gustaf Tessin på Svindersvik : utdrag ur Åkerö-dagboken. Stockholm. 1922. Libris 2769036
- Sophie Adlersparre (Esselde) : ett liv och en livsgärning. 1-2. Stockholm: Norstedt. 1922-1923. Libris 1486545. https://runeberg.org/asesselde/
- Två människoöden : blad ur släktkrönikan från gustaviansk tid. Stockholm: Norstedt. 1927. Libris 54667
- Ture Gabriel Bielkes hågkomster av Karl XII i hittills obeaktade uppteckningar : meddelande. Lund. 1930. Libris 2769044
- Carl Gustaf Tessin och hans Åkerökrets. 1-2. Stockholm: Norstedt. 1931-1933. Libris 41903
- Faunillane : Carl Gustaf Tessins fesaga och vad den speglar. Stockholm. 1931. Libris 2769037
- Modernt på 1760-talet : kritiska glimtar ur Carl Gustaf Tessins dagbok. Stockholm. 1931. Libris 1509354
- Gurli Linder. Stockholm. 1935. Libris 3006212
- Grevliga hovet : interiörer från Carl Gustaf Tessins Åkerö. [Stockholm]. 1938. Libris 2769039

### Redaktörskap
- Horn, Agneta (1908). Agneta Horns lefverne : efter Ellen Fries' efterlämnade manuskript / utgifvet med tillägg af Sigrid Leijonhufvud. Stockholm: Norstedt. Libris 470787
- Benedictsson, Victoria; Adlersparre, Sophie (1910). Ernst Ahlgren och Esselde : en brefväxling / utgifen af Sigrid Leijonhufvud. Stockholm: Wahlström & Widstrand. Libris 1391591
- Fredrika Bremers bild : kalender / utgfven af Sigrid Leijonhufvud och Ellen Kleman. Stockholm: Norstedt. 1913. Libris 1631634
- Lovisa Ulrika; Tessin, Carl Gustaf (1920). Lovisa Ulrika och Carl Gustaf Tessin / dokument utgivna av Sigrid Leijonhufvud. Stockholm: Norstedt. Libris 1514950
- Tessin, Carl Gustaf (1915). Carl Gustaf Tessins dagbok 1748-1752 / utgifven av Sigrid Leijonhufvud. Stockholm: Norstedt. Libris 1640524